# Hermann Löns

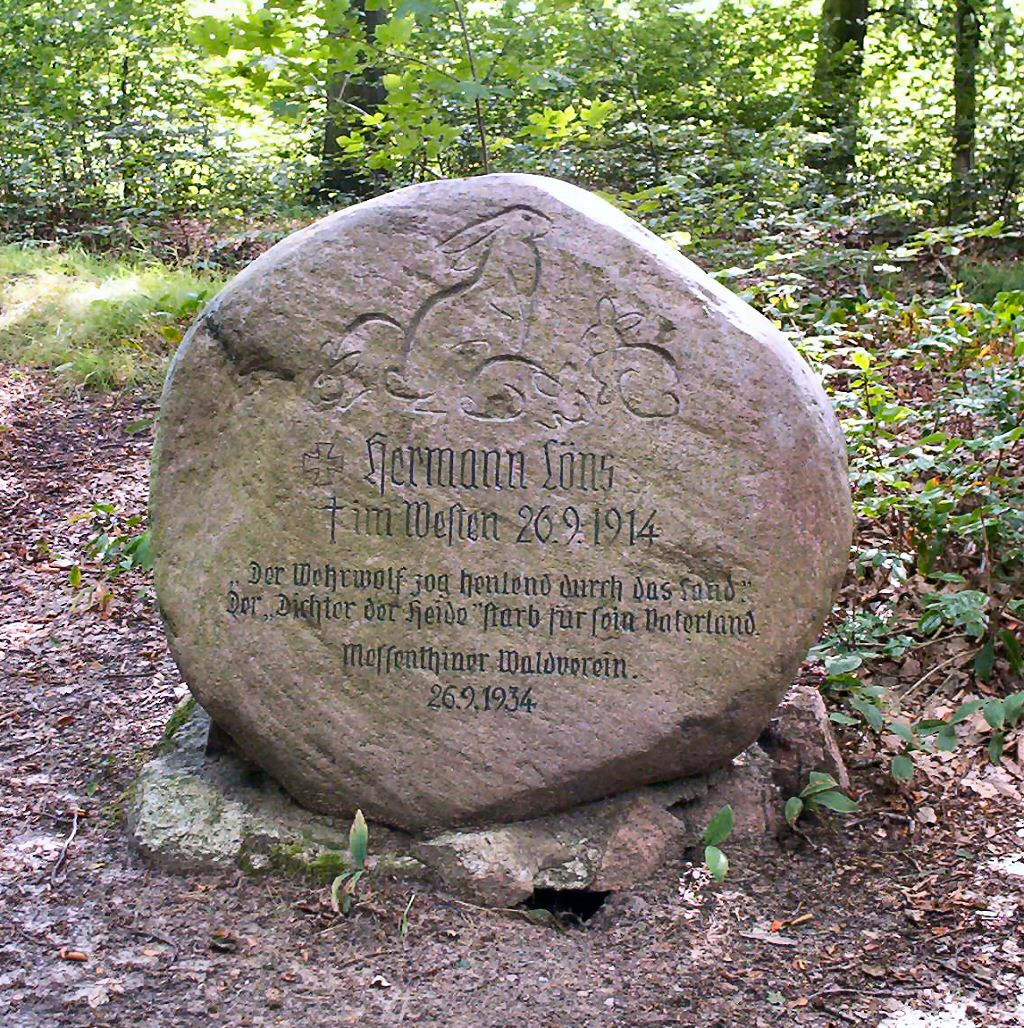
Głaz Hermanna Lönsa w Leśnie Górnym

Hermann Löns (ur. 29 sierpnia 1866 w Chełmnie; zm. 26 września 1914 koło Loivre w pobliżu Reims) – niemiecki dziennikarz, pisarz i poeta.

## Życiorys
Był najstarszym z 14 dzieci nauczyciela gimnazjalnego Friedricha Lönsa i Clary Löns, z domu Cramer. Rodzina kilka razy zmieniała miejsce zamieszkania w związku karierą zawodową ojca. Hermann Löns do gimnazjum uczęszczał najpierw w Wałczu, a ukończył je w Münster. Po maturze studiował medycynę w Greifswaldzie, by wkrótce przenieść się na matematykę i nauki przyrodnicze na Uniwersytecie w Münster. 
Niespokojny charakter Lönsa sprawiał, że często zmieniał miejsca zamieszkania i pracy, popadł w konflikt z rodzicami, a także rozwiódł się z pierwszą żoną. Znany był także jako miłośnik i badacz przyrody, zabiegał m.in. o utworzenie parku narodowego na terenie Pustaci Lüneburskiej, a wiele z jego dzieł literackich powstało w czasie samotnych wędrówek przez lasy i wrzosowiska. W latach 1909–1914 poświęcił się wyłącznie działalności pisarskiej, w tym okresie pracował tak intensywnie, że doprowadziło go to do załamania nerwowego i pobytu w sanatorium. 
Z chwilą wybuchu I wojny światowej zgłosił się w wieku 48 lat ochotniczo do armii niemieckiej. Mimo propozycji pracy jako reporter wojenny usilnie zabiegał o skierowanie na pierwszą linię frontu. Zginął w jednej z pierwszych akcji bojowych na froncie zachodnim we Francji. Pochowany początkowo we Francji, w 1935 roku po ekshumacji jego szczątki zostały przeniesione na teren Pustaci Lüneburskiej.
Całkowity nakład wydanych książek Lönsa szacowany jest na 10 milionów.
W latach 30. XX wieku postać Hermanna Lönsa postanowili wykorzystać naziści. Po sprowadzeniu jego ciała do Niemiec rozpoczęła się zakrojona na szeroką skalę i dobrze zorganizowana akcja propagandowa. Był on przez władze hitlerowskie przedstawiany jako wzór bohatera-patrioty, który poległ za ojczyznę. W całej Europie (głównie w Niemczech i Austrii) ustawiono wówczas ok. 140 pomników poświęconych H. Lönsowi. Jeden z takich pomników zachował się w Leśnie Górnym pod Szczecinem. Tytuł jednej z powieści Hermanna Lönsa „Wilkołak” stał się inspiracją do nazwania niemieckich grup dywersyjnych kryptonimem „Werwolf”.

## Twórczość
| Proza - Mein grünes Buch (1901) - Mein braunes Buch (1907) - Der letzte Hansbur (1909) - Dahinten in der Heide (1909) - Mümmelmann (1909) - Der Wehrwolf (1910) - Das zweite Gesicht (1911) - Der zweckmäßige Meyer (1911) - Kraut und Lot (1911) - Haidbilder (1912) - Auf der Wildbahn (1912) - Da draußen vor dem Tore (1912) - Mein buntes Buch (1913) - Goldhals (1914) - Widu (1917) - Die Häuser von Ohlenhof (1917) - Aus Wald und Heide (1920) |  | Poezja - Mein goldenes Buch (1901) - Mein blaues Buch (1909) - Der kleine Rosengarten (1911) - Auf der Lüneburger Heide - Junglaub - Erwartung - Das Scheiden |